# Sodalis
Sodalis je rod bakterií z čeledi Pectobacteriaceae. Tento rod obsahuje několik zástupců hmyzích endosymbiontů a také volně žijící skupinu. Je studován kvůli své symbioze s medicínsky významným přenašečem patogenů mouchou tse-tse. Pro evoluční biology je symbióza bakterie Sodalis a hmyzu významná díky svému evolučně nedávnému vzniku.

## Výskyt a vlastnosti
Výskyt bakterie Sodalis byl popsán v mouše ptakotrudce (Craterina melbae, Dvoukřídlí), v ploštici (Cantao ocellatus, Polokřídlí), v péřovce (Columbicola columbae, Phthiraptera) a v dalších ektoparazitech vodních savců (Proechinophthirus fluctus, Phthiraptera).
Samostatný druh Candidatus Sodalis melophagi byl popsán v kloši (Melophagus ovinus, Dvoukřídlí).
Druh Candidatus Sodalis pierantonius str. SOPE známý jako endosymbiont nosatce (Sitophilus oryzae, Brouci) vyvíjejícího se v rýžových zrnech je schopný svému hostiteli dodávat vitamíny.
Dalším druhem je Sodalis glossinidius, který byl nalezen v hemolymfě mouchy tse-tse (Glossina morsitans). Ukázalo se, že symbióza mezi bakterií a mouchou vznikla v evoluci teprve nedávno. Sodalis glossinidius má oproti jiným endosymbiontům velký genom a řadu pseudogenů, které jsou však stále aktivní i v kultuře bez hostitelských buněk. Pokud se moucha tse-tse laboratorně zbaví endosymbiontů, je možné ji znovu naočkovat bakterií Sodalis. To naznačuje, že by mohla být tato bakterie využita v biologickém boji s mouchou tse-tse, která přenáší spavou nemoc.
Dalším zástupcem je Sodalis pierantonius, který byl náhodou popsán z infekcí postižené tkáně na lidské ruce. Jedná se o volně žijícího zástupce. V porovnání se svými symbiotickými příbuznými má větší genom a méně mobilních elementů. Přesto je Sodalis pierantonius schopný infikovat nosatce a mouchy tse-tse. V počátku infekce utlumuje svoji virulenci skrze mechanismus quorum sensing, kdy se jednotlivé geny zapínají a vypínají podle množství bakteriálních buněk. Díky tomu hmyzí hostitel přežije počáteční infekci a Sodalis pierantonius v něm přetrvává ve formě benigní infekce. Tento postup mohl sehrát roli v evoluci při vzniku bakteriální endosymbiózy celé skupiny Sodalis.

## Volně žijící druhy
Bakterie Sodalis byla identifikovaná také jako volně žijící bez vazby na hmyz.
Druh Sodalis praecaptivus, byl izolován z ruky poraněné větví stromu.
Druh Sodalis ligni se vyskytuje v odumřelém a rozkládajícím se dřevě různých druhů stromů. S. ligni na rozdíl od ostatních druhů obsahuje geny pro fixaci dusíku. Obohacení odumřelého dřeva dusíkem může být důležité pro ostatní saprotrofy.
Volně žijící druhy Sodalis se oproti endosymbiontům vyznačují většími genomy, delšími geny a menším množstvím pseudogenů.

## V populární literatuře
Bakterii Sodalis je věnována kapitola v knize Obsahuji davy od autora Eda Yonga.